# Eyes of Wakanda
Eyes of Wakanda è una miniserie televisiva d'animazione statunitense del 2025 creata da Todd Harris per Disney+.
Basata sul territorio immaginario del Wakanda di Marvel Comics, è la 15° serie televisiva, la prima della cosiddetta Fase Sei del Marvel Cinematic Universe (MCU) e la quarta serie animata dei Marvel Studios ed è prodotta da Marvel Studios Animation.

## Personaggi
- Noni, doppiata in originale da Winnie Harlow e in italiano da Alice Venditti.
- Il Leone, doppiato in originale da Cress Williams e in italiano da Massimo Bitossi.
- Akeya, doppiata in originale da Patricia Belcher e in italiano da Anna Rita Pasanisi.
- Shildenmaiden, doppiata in originale da Stephanie Hayes e in italiano da Jessica Bologna.
- B'kai \ Memmone, doppiato in originale da Larry Herron e in italiano da Marco Vivio.
- Achille, doppiato in originale da Adam Gold e in italiano da Emanuele Ruzza.
- Noni anziana, doppiata in originale da Lynn Whitfield e in italiano da Isabella Pasanisi.
- Odisseo e Nicos, doppiati in originale da Kiff Vandenheuvel e in italiano da Stefano Thermes e Francesco Fabbri.
- Ferro, doppiato in originale da Jason Konopisos e in italiano da Alessandro Ballico.
- Paride, doppiato in originale da Yerman Gur e in italiano da Daniele Blandino.
- Elena di Troia, doppiata in originale da Joanna Kalafatis e in italiano da Emma Grasso.
- Basha, doppiato in originale da Jacques Colimon e in italiano da Alex Polidori.
- Jorani /  Iron Fist, doppiata in originale da Jona Xiao e in italiano da Luisa D'aprile.
- Ebo, doppiato in originale da Isaac Robinson-Smith e in italiano da Gabriele Lopez.
- Alto Consigliere Rakim, doppiato in originale da Gary Anthony Williams e in italiano da Simone Mori.
- Tafari, doppiato in originale da Zeke Alton e in italiano da Luca Mannocci.
- Kuda, doppiato in originale da Steve Toussaint e in italiano da Alberto Angrisano.
- Black Panther, doppiata in originale da Anika Noni Rose e in italiano da Domitilla D'Amico.
- Generale Dora Milaje, doppiata in originale da Debra Wilson e in italiano da Valentina De Marchi.

## Episodi
| nº | Titolo originale    | Titolo italiano      | Pubblicazione  |
| -- | ------------------- | -------------------- | -------------- |
| 1  | Into the Lion's Den | Nella tana del Leone | 1° agosto 2025 |
| 2  | Legends and Lies    | Leggende e menzogne  | 1° agosto 2025 |
| 3  | Lost and Found      | Artefatti smarriti   | 1° agosto 2025 |
| 4  | The Last Panther    | L'ultima pantera     | 1° agosto 2025 |

## Distribuzione
Tutti e 4 gli episodi della serie sono stati distribuiti sulla piattaforma streaming Disney+ il 1º agosto 2025. La serie era inizialmente prevista per il 2024.